# Центральний банк Лесото
Центральний банк Лесото (англ. Central Bank of Lesotho, сесото Banka e Kholo ea Lesotho) - центральний банк Королівства Лесото. Банк знаходиться в Масеру, а його нинішнім керуючим є доктор Ретселісітсо Матланяне. Банк було створено 1978 року.